# Cirey-lès-Pontailler
Cirey-lès-Pontailler ist eine französische Gemeinde mit 180 Einwohnern (Stand 1. Januar 2022) im Département Côte-d’Or in der Region Bourgogne-Franche-Comté. Sie gehört zum Arrondissement Dijon und zum Kanton Auxonne.
Umgeben wird die Gemeinde von Étevaux im Norden, von Saint-Léger-Triey im Osten, von Longchamp im Süden und von Remilly-sur-Tille im Westen.

## Bevölkerungsentwicklung
| Jahr                       | 1962 | 1968 | 1975 | 1982 | 1990 | 1999 | 2012 | 2019 |
| Einwohner                  | 59   | 76   | 66   | 65   | 93   | 115  | 128  | 193  |
| Quellen: Cassini und INSEE |      |      |      |      |      |      |      |      |

## Persönlichkeiten
- André Lallemand (1904–1978), Astronom